# Nina Løseth
Nina Løseth (Ålesund, 27. veljače 1989.) je norveška alpska skijašica. Debitirala je u veljači 2006. godine u Svjetskom skijaškom kupu. Trenutačno u karijeri ima jedno postolje, treće mjesto sa Snježne kraljice 2015. održane 4. siječnja 2015. godine što joj je najbolji rezultat.
Na Svjetskom prvenstvu u alpskom skijanju 2007. godine bila je najbolja norveška skijašica s osvojenim 30. mjestom u veleslalomu i 10. mjestom u slalomu. Ninine sestre Mona i Lene Løseth također su alpske skijašice te se natječu u svjetskom skijaškom kupu.

## Postolja u Svjetskom kupu
| Sezona | Nadnevak          | Mjesto održavanja | Discipina | Rezultat |
| ------ | ----------------- | ----------------- | --------- | -------- |
| 2015.  | 4. siječnja 2015. | Zagreb, Hrvatska  | slalom    | 3.       |

## Vanjske poveznice
- Profil Nine Løseth na stranicama FIS-a